# Aitólský spolek
Aitólský spolek byl název konfederace městských států ve starověkém Řecku s centrem v Aitólii – kraji rozkládajícím se na západě středního Řecka. Někdy od roku 290 př. n. l. kontrolovali Aitólové delfskou svatyni, přičemž trpělivě získávali další území. Na konci 3. století př. n. l. ovládal aitólský spolek celé střední Řecko kromě Attiky. Na vrcholu své moci zahrnovalo území spolku kromě vlastní Aitólie také Lokridu, Fókidu, Akarnánii a část Thesálie.

## Charakteristika
Aitólie byla periferií starověkého Řecka, jejíž obyvatelé byli až do 3. století př. n. l. ostatními Helény považováni přinejlepším za polobarbary, zabývající se ponejvíce pirátstvím. Nicméně jejich spolek (o jehož existenci jsou doklady již z roku 367 př. n. l.) disponoval komplexní administrativní a politickou organizací a jejich vojsko se vyrovnalo armádám ostatních řeckých států. Spolek (koinon) byl organizován na bázi federace, jež byla řízena sněmem uspořádaným na principu jakéhosi federálního shromáždění. Zastoupení jednotlivých obcí na tomto sněmu záviselo na velikosti vojenského kontingentu poskytovaného patřičnou obcí. Dalšími spolkovými orgány bylo lidové shromáždění všech dospělých občanů, které se scházelo dvakrát do roka, a dále výkonný orgán – rada, mající zhruba stejné postavení jako dnešní federální vlády. Té náležely pravomoci svolávat vojsko a určovat zahraniční politiku. Obce zahrnuté do spolku disponovaly také systémem společného výběru daní, společnou měnou a rovněž používaly shodný systém měr a vah.

## Historie
V důsledku válek diadochů, do kterých byla zapojena Makedonie a ostatní helénistické říše, a jež zasáhly i řecké obce, získaly spolkové státy v Řecku brzy na významu. Vedle klasických městských států (poleis), jakými byly Athény či Sparta, dosáhly postavení regionálních mocností rovněž achajský spolek na Peloponésu a aitólský spolek, jehož území se rozkládalo v oblasti mezi Épeirem, Akarnánií a Bojótií.
První zatěžkávací zkouškou pro aitólský spolek byl střet s Kelty (Galaty), které Aitólové porazili u Delf v roce 279 př. n. l. V důsledku vzestupu achajského spolku, v době kdy byl jeho stratégem Arátos ze Sikyónu, došlo ke vzrůstu rivality mezi oběma spolky, které dokázali velmi obratně využívat makedonští králové Antigonos II. Gonatás a Démétrios II. k zajištění vlastní hegemonie v Řecku. Arátovi se sice podařilo dosáhnout dočasného spojenectví s Aitóly proti Makedoncům, vzájemná nevraživost mezi spolky ovšem přetrvávala.
Aitólský spolek byl prvním řeckým spojencem římské republiky, bojujícím na straně Římanů v první makedonské válce. Zanedlouho poté dopomohli Aitólové k další porážce Filipa V. Makedonského v bitvě u Kynoskefal (197 př. n. l.) během druhé makedonské války. Jestliže zpočátku Aitólové římský zásah proti Makedoncům vítali, brzy se jejich postoj vůči mocnému spojenci změnil. Jejich vzrůstající nelibost s římskými zásahy do řeckých záležitostí je pouze o několik let později (192 př. n. l.) přiměla ke vstupu do aliance s protiřímským, seleukovským králem, Antiochem III. Avšak jeho porážka v bitvě u Magnésie v roce 189 př. n. l. znamenala pro Aitóly ztrátu klíčové zahraniční opory, bez níž nebyli schopni čelit římské moci. Už rok potom byli Aitólové poraženi a zbaveni svého nejdůležitějšího přístavu, Ambrakie. Následně byli přinuceni podepsat s Římany mírovou smlouvu, která z nich učinila prakticky římské poddané. Ačkoliv formálně aitólský spolek nadále existoval, jeho moc byla zlomena a již nikdy neměl představovat relevantní politickou nebo vojenskou sílu.